# 黒沼靖
黒沼 靖（くろぬま やすし、1961年10月 - ）は、日本の地方公務員。東京都水道局理事、東京都中央卸売市場長、東京都総務局長を経て、東京都副知事。

## 経歴
一橋大学法学部卒業後、1987年 (昭和62年) 東京都入庁。水道局新宿営業所長、同総務部副参事、総務局総務課長、水道局企画担当部長、産業労働局金融監理部長、水道局総務部長。
2017年 (平成29年) 8月、同理事 (IWA世界会議準備担当) 。2019年 (令和元年) 7月、中央卸売市場長。豊洲市場の安定的な運営や大田市場等他の市場整備に取り組んだ。2021年4月、総務局長。コロナウイルス対策に取り組み、障害者雇用を推進。
同年10月から前任の多羅尾光睦・梶原洋に代わり、潮田勉と共に東京都副知事に選任された。福祉保健局、交通局、水道局、下水道局、病院経営本部、中央卸売市場、人事委員会を担当し、東京都職員共済組合理事長、地方公務員共済組合連合会運営審議会委員、地方公務員共済組合協議会理事兼務。2024年（令和6年）4月東京都参与（都の災害復旧支援等に関すること）。同年6月日本自動車ターミナル代表取締役社長、全国トラックターミナル協会会長。